# Cabinet Sellering II
Land de Mecklembourg-Poméranie-Occidentale
Sellering I Sellering III
Le cabinet Sellering II (en allemand : Kabinett Sellering II) est le gouvernement du Land de Mecklembourg-Poméranie-Occidentale entre le 25 octobre 2011 et le 1er novembre 2016, durant la sixième législature du Landtag.

## Coalition et historique
Dirigé par le ministre-président social-démocrate sortant Erwin Sellering, ce gouvernement est constitué et soutenu par une « grande coalition » entre le Parti social-démocrate d'Allemagne (SPD) et l'Union chrétienne-démocrate d'Allemagne (CDU). Ensemble, ils disposent de 45 députés sur 71, soit 63,3 % des sièges au Landtag.
Il est formé à la suite des élections législatives régionales du 4 septembre 2011.
Il succède au cabinet Sellering I, constitué et soutenu par une coalition identique.
Lors de ce scrutin, le SPD progresse de plus de cinq points, tandis que la CDU recule pour sa part de six points. Bien qu'une « coalition rouge-rouge » avec Die Linke soit majoritaire, Sellering décide de reconduire son alliance avec les chrétiens-démocrates, dans laquelle les sociaux-démocrates comptent neuf parlementaires de plus que leurs partenaires, contre un sous le précédent mandat.
Au cours des élections législatives régionales du 4 septembre 2016, le SPD confirme sa position de premier parti du Land tandis que la CDU rétrograde à la troisième place. Malgré cela, la grande coalition confirme sa majorité absolue et Sellering décide de la reconduire une seconde fois.
Le gouvernement est alors remplacé par le cabinet Sellering III.

## Composition

### Initiale (25 octobre 2011)
- Les nouveaux ministres sont indiqués en gras, ceux ayant changé d'attributions en italique.

| Portefeuille                                                                        | Ministre | Ministre                               | Parti |
| ----------------------------------------------------------------------------------- | -------- | -------------------------------------- | ----- |
| Ministre-président                                                                  |          | Erwin Sellering                        | SPD   |
| Vice-ministre-président Ministre de l'Intérieur et des Sports                       |          | Lorenz Caffier                         | CDU   |
| Ministre de la Justice                                                              |          | Uta-Maria Kuder                        | CDU   |
| Ministre des Finances                                                               |          | Heike Polzin                           | SPD   |
| Ministre de l'Économie, des Travaux publics et du Tourisme                          |          | Harry Glawe                            | CDU   |
| Ministre de l'Agriculture, de l'Environnement et de la Protection des consommateurs |          | Till Backhaus                          | SPD   |
| Ministre de l'Éducation, de la Science et de la Culture                             |          | Mathias Brodkorb                       | SPD   |
| Ministre de l'Énergie, des Infrastructures et du Développement régional             |          | Volker Schlotmann                      | SPD   |
| Ministre du Travail, de l'Égalité et des Affaires sociales                          |          | Manuela Schwesig (jusqu'au 16/12/2013) | SPD   |

### Remaniement du14 janvier 2014
- Les nouveaux ministres sont indiqués en gras, ceux ayant changé d'attributions en italique.

| Portefeuille                                                                        | Ministre | Ministre         | Parti |
| ----------------------------------------------------------------------------------- | -------- | ---------------- | ----- |
| Ministre-président                                                                  |          | Erwin Sellering  | SPD   |
| Vice-ministre-président Ministre de l'Intérieur et des Sports                       |          | Lorenz Caffier   | CDU   |
| Ministre de la Justice                                                              |          | Uta-Maria Kuder  | CDU   |
| Ministre des Finances                                                               |          | Heike Polzin     | SPD   |
| Ministre de l'Économie, des Travaux publics et du Tourisme                          |          | Harry Glawe      | CDU   |
| Ministre de l'Agriculture, de l'Environnement et de la Protection des consommateurs |          | Till Backhaus    | SPD   |
| Ministre de l'Éducation, de la Science et de la Culture                             |          | Mathias Brodkorb | SPD   |
| Ministre de l'Énergie, des Infrastructures et du Développement régional             |          | Christian Pegel  | SPD   |
| Ministre du Travail, de l'Égalité et des Affaires sociales                          |          | Birgit Hesse     | SPD   |